# Ivanivka (oblast d'Odessa)
Pour l’article homonyme, voir Ivanivka.
Ivanivka (ukrainien : Іванівка, russe : Ивановка, Ivanovka) est une commune urbaine de l'oblast d'Odessa, en Ukraine. Elle compte 2 381 habitants en 2021.